# Chorfa
Chorfa är en ort i Algeriet.   Den ligger i provinsen Bouira, i den norra delen av landet, 120 km öster om huvudstaden Alger. Chorfa ligger 342 meter över havet och antalet invånare är 20 556.
Terrängen runt Chorfa är huvudsakligen kuperad, men norrut är den bergig. Runt Chorfa är det ganska tätbefolkat, med 155 invånare per kvadratkilometer. Chorfa är det största samhället i trakten. Omgivningarna runt Chorfa är i huvudsak ett öppet busklandskap.